# El diputado
El diputado es una película dramática española que se estrenó el 20 de octubre de 1978, dirigida por Eloy de la Iglesia y protagonizada por José Sacristán.
En su trama se mezcla la problemática de la homosexualidad en la época y la turbulenta vida política en la España de la transición a la democracia.

## Argumento
Roberto Orbea es un diputado de un partido de izquierdas en las primeras elecciones democráticas de la Transición, que va a ser elegido secretario general al día siguiente, y nos narra su vida antes de que se desate un escándalo.
Nos cuenta cómo vivió su homosexualidad desde los 15 años, de forma furtiva y reprimida, mientras iniciaba su militancia política en tiempos de estudiante y, posteriormente, como abogado en el franquismo. Se casa con una compañera de Partido, a la que no oculta sus pasados contactos homosexuales, creyendo que así se alejaría de una forma de vida que considera sórdida y marginal. Es detenido por su activismo político y encarcelado en el último periodo de la Dictadura. 
En la cárcel Orbea conoce a Nes, un "chapero" con el que mantiene relaciones sexuales mientras está entre rejas y que, al salir de prisión, le presenta a otros jóvenes para citas sexuales clandestinas a cambio de dinero. Poco después, Nes es reclutado por un grupo ultraderchista del terrorismo tardofranquista que contrata a delincuentes para provocar disturbios y amedrentar a la oposición izquierdista con el objetivo de erosionar la democracia y reinstaurar el régimen. 
Una vez elegido diputado, Orbea se destaca por encabezar una iniciativa parlamentaria para acabar con el terrorismo de todos los signos, lo que le pone en el punto de mira del grupo ultraderechista antes mencionado, que urde un plan para arruinar su carrera por medio de Nes. Éste le presenta a un chapero menor de edad, Juanito, al que ofrecerán un millón de pesetas por seducir y facilitarles fotos comprometedoras con el diputado Orbea.
Orbea se enamora de Juanito y establecen una relación duradera, lejos de los fugaces encuentros que ha llevado hasta entonces, y empieza a asumir su verdadera condición sexual. Integra al muchacho en su vida, se lo presenta a su mujer e incluso mantienen un "ménage à trois". Por su parte, el chico también se encariña e identifica con Orbea, para terminar confesándole los planes de la organización ultraderechista para con él. Así, juntos deciden seguirles el juego para atraparlos. No obstante, se produce un trágico desenlace cuando el grupo sospecha del joven y lo mata a tiros en el apartamento de Orbea, dejando allí el cadáver para comprometer al diputado.

## Reparto
| Intérprete           | Personaje                                   |
| -------------------- | ------------------------------------------- |
| José Sacristán       | Roberto Orbea                               |
| María Luisa San José | Carmen                                      |
| Ángel Pardo          | Nes                                         |
| José Luis Alonso     | Juanito                                     |
| Agustín González     | Carrés, el jefe del grupo ultraderechista   |
| Enrique Vivó         | Moreno Pastrana, jefe del Partido de Orbea  |
| Queta Claver         | Madre de Juanito                            |
| Juan Antonio Bardem  | Juan                                        |
| Mari Ángeles Acevedo | Esposa de Eusebio                           |
| Fernando Marín       | Policía                                     |
| Aldo Grilo           | Periodista argentino                        |
| Ramón Repáraz        | Policía interrogador                        |
| Fabián Conde         | Anfitrión de la 1ª orgía                    |
| Alejo Loren          | Anfitrión de la 2ª orgía                    |
| Ramón Centenero      | Lector de la ficha policial                 |
| María Jesús Hoyos    | Política comunista                          |
| Vicente Sangiovanni  |                                             |
| Coral Pellicer       | Lectora del expediente                      |
| José Manuel Cervino  | Policía interrogador                        |
| Tony Valento         | Médico de la cárcel                         |
| Fernando Chinarro    | Policía                                     |
| María Pilar Alonso   |                                             |
| Juan Jesús Valverde  | Policía                                     |
| Julián Navarro       |                                             |
| Elmer Modlin         | Miembro del grupo fascista                  |
| Antonio Gonzalo      |                                             |
| Santiago Carrillo    | Santiago Carrillo                           |
| Eloy de la Iglesia   | Hombre en mitin                             |
| Ángel García         | Periodista                                  |
| Felipe González      | Felipe González                             |
| Dolores Ibárruri     | Dolores Ibárruri                            |
| José María Labernié  | Político ultraderechista                    |
| Carlos Lucas         | Hombre en parada                            |
| Isabel Perales       | Mujer en mitin                              |
| Pape Pérez           | Miembro del partido                         |
| Emiliano Redondo     | Hombre rico que practica felación a Juanito |
| Julio Ruano          | Periodista                                  |
| Adolfo Suárez        | Adolfo Suárez                               |
| Pedro Mari Sánchez   | Juanito                                     |